# L’incontro improvviso
L’incontro improvviso (Hob. XXVIII:6; deutsche Titel: Die unverhoffte Zusammenkunft, Die unverhoffte Begegnung oder Unverhofftes Begegnen) ist eine Oper (Originalbezeichnung: „Dramma giocoso per musica“) in drei Akten und zehn Bildern von Joseph Haydn (Musik) mit einem Libretto von Karl Frieberth nach Louis Hurtaut Dancourts Libretto zu Christoph Willibald Glucks Oper La rencontre imprévue (1764). Die Uraufführung fand am 29. August 1775 im Opernhaus von Schloss Esterháza statt.

## Handlung

### Vorgeschichte
Prinz Ali muss vor seinem Bruder aus Basra fliehen. Er findet ein Asyl beim König von Persien und verliebt sich in dessen Tochter Rezia. Da ihr Vater sie jedoch dem Mogul zur Frau geben will, fliehen die beiden aus dem Land. Sie werden bei einem Piratenüberfall voneinander getrennt. Während Ali die Flucht gelingt, muss Rezia zwei Jahre bei dem Korsaren ausharren, bis er sie und ihre Vertraute Balkis als Sklavinnen an den Sultan von Kairo verkauft. Obwohl der Sultan ihr Avancen macht, hält sie Ali die Treue. Zu Beginn der Oper hält sich Ali mit seinem Sklaven Osmin ebenfalls in Kairo auf, wo er von einem Sklaven Rezias erkannt wird.

### Erster Akt
Ein Lagerhaus mit verschiedenen Waren und Lebensmitteln
Der Qalandar („Calandro“) und seine Unterderwische rauchen Tabak, trinken Wein und besingen fröhlich ihr schmarotzerhaftes und heuchlerisches Leben (Introduktion: „Che bevanda, che liquore“).
Öffentlicher Platz im Zentrum von Kairo in der Nähe des Serails
Der Sklave Osmin bemitleidet seinen Herrn, den unter Liebeskummer leidenden Prinzen Ali. Er selbst verlacht die Liebe (Canzonetta Osmin: „L’amore è un gran briccone“). Da sie beide völlig verarmt sind, ist er auf der Suche nach einer Geldquelle. Er trifft auf den um Almosen bettelnden Qalandar (Arie Calandro: „Castagno, castagna“) und erzählt ihm von seiner Not. Der Qalandar überredet ihn, sich ihm als Bettelmönch anzuschließen (Arie Calandro: „Noi pariamo Santarelli“).
Ein Saal im Serail
Die persische Prinzessin Rezia ist überglücklich, dass einer ihrer Sklaven ihren lange vermissten Verlobten gefunden hat (Arie Rezia: „Quanto affetto mi sorprende!“). Ihre vertrauten Sklavinnen Balkis und Dardane teilen ihr Glück (Terzett Rezia/Balkis/Dardane: „Mi sembra un sogno che diletta“).
Platz
Während Ali nach seinem Sklaven Osmin sucht, denkt er über seine Beziehung zu Rezia nach (Accompagnato Ali: „Indarno m’affanno di veder Osmin“). Nachdem er vor seinem verräterischen Bruder aus Basra nach Persien geflohen war, hatte er Zuflucht bei Rezias Vater gefunden und sich in sie verliebt. Ihr Vater versprach sie jedoch dem Mogul. Ali und Rezia flohen gemeinsam, bis sie von Piraten entführt wurde. Ali fleht die Götter an, sie ihm wiederzugeben (Arie Ali: „Deh! se in ciel pietade avete“). Er bemerkt seinen als Derwisch verkleideten Sklaven und den Qalandar und bleibt abseits stehen, um sie zu beobachten. Der Qalandar weiht Osmin in die Geheimnisse seiner Zunft ein (Duett Calandro/Osmin: „Castagno, castagna“). Als Ali seinen Sklaven anspricht, erkennt ihn der Qalandar. Auch er ist aus Basra geflohen, allerdings aus Gründen, die er lieber nicht nennen möchte. Osmin will seinen Herrn überreden, ebenfalls die Kutte anzulegen, um seinen Geldsorgen abzuhelfen (Arie Osmin: „Che sian i Calandri filosofi pazzi“). Da erscheint die von einem Sklaven begleitete Balkis und erzählt Ali, dass die Favoritin des Sultans ihn bei einem Blick aus dem Fenster gesehen und sich in ihn verliebt habe (Arie Balkis: „Siam femmine buonine“). Obwohl er Rezia weiterhin treu bleiben möchte, kann Ali es nicht ablehnen, Balkis zu folgen, da besagte Dame sonst beleidigt wäre.
Zimmer mit gedecktem Tisch, verschiedenen Delikatessen und Getränken
Osmin nutzt die Gelegenheit für eine gute Mahlzeit und steckt sich gleich einiges zum Mitnehmen ein (Finale: „Sangue d’un ginocchio storto“). Während sie auf die Herrin warten, bewirtet Balkis den zurückhaltenden Ali, der allmählich wütend auf seinen maßlosen Sklaven wird.

### Zweiter Akt
Zimmer mit einem Sofa
Ali und Osmin genießen die gute Behandlung im Haus der unbekannten Dame. Ali lässt sich zur Entspannung ein Buch bringen, während sich Osmin zum Essen auf den Boden niederlässt (Canzonetta Ali, Osmin: „Quivi in un seren gentile“). Dardane erscheint in verführerischer Aufmachung, um im Auftrag ihrer Herrin Alis Treue zu prüfen. Da er standhaft bleibt, offenbart sie ihre Absichten und zieht sich lachend zurück (Arie Dardane: „Ho promesso oprar destrezza“). An ihrer Stelle treten Rezia und Balkis ein und erzählen von ihren Erlebnissen: Der Pirat habe sie zwar einigermaßen gut behandelt (Canzonetta Rezia: „Non piangete, putte care“), sie aber zwei Jahre bei sich behalten, bevor er sie auf dem Markt als Sklavinnen an den Sultan verschacherte. Rezia will nun ohne Rücksicht auf dessen Gefühle für sie mit Ali fliehen (Arie Rezia: „Or vicina a te mio cuore“). Ali ist zu allem bereit (Arie Ali: „Il guerrier con armi, avvolto“). Auch Balkis möchte endlich ihre Heimat wiedersehen (Arie Balkis: „Ad acquistar già volo“).
Das Zimmer des Qalandar
Bei einer Flasche Wein erzählt Osmin dem Qalandar von den Fluchtplänen. Letzterer kümmert sich nicht um das Alkoholverbot des Propheten (Canzonetta Calandro: „Il Profetta Maometto non avea cervello netto“). Osmin hofft auf seine Hilfe bei den Vorbereitungen (Arie Osmin: „Senti, al buio pian, pianino“).
Garten
Ali und Rezia schwelgen in Freude über ihr Wiedersehen (Duett Ali/Rezia: „Son quest’ occhi un stral d’amore“). Da sich der Sultan auf der Jagd befindet, gibt es vor der Flucht noch ein Abschiedsfest (Finale: „È in ordine la festa“), zu dem auch der Qalandar erscheint. Die fröhliche Stimmung wird durch Berichte von der unerwarteten Rückkehr des Sultans gestört, der von den Fluchtplänen erfahren habe und vor Wut tobe. Der Qalandar macht sich unbemerkt davon. Die anderen fliehen über eine geheime Treppe in sein Lagerhaus.

### Dritter Akt
Nacht. Das Lagerhaus des Qalandars. Stühle, ein Tisch mit zwei Kerzenhaltern und Lampen
Der Qalandar rät den Flüchtlingen, sich der Karawane eines Freundes anzuschließen, der sich gerade in seiner Wohnung befinde. Ali eilt fort, um mit diesem zu sprechen. Da erscheint Osmin mit der Nachricht, dass in der Stadt Flugblätter verkauft würden und der Sultan eine Belohnung von 10000 Zechinen auf die Ergreifung Rezias ausgesetzt habe. Der Qalandar verabschiedet sich mit einer Ausrede. Rezia versucht, sich mit einem Lied zu beruhigen (Canzonetta Rezia: „S’egli è vero, che dagli astri“). Ali kehrt zurück. Seine Verhandlungen mit dem Karawanenführer waren erfolgreich, und sie können in einer Stunde aufbrechen. Da stürzt Dardane herein und berichtet, dass das Lager bereits von den Janitscharen des Sultans umstellt sei. Um ihnen zu entgehen, zieht Ali den zufällig bereitliegenden Kittel eines französischen Malers an, und die Damen verkleiden sich als Derwische. Als die Verfolger eintreten, gibt Ali vor, ein Gemälde zu begutachten (Arie Ali: „Ecco un splendido banchetto“). Die Tarnung fliegt jedoch auf, und alle werden verhaftet. Zu ihrem Schrecken verliest der Offizier das Todesurteil des Sultans. Gleich darauf zeigt er ihnen ein weiteres Schreiben mit der Begnadigung und einer Einladung zum Gespräch. Der Qalandar hat dem Sultan die wahre Identität Rezias und Alis als Prinzessin von Persien und Prinz von Basra offenbart. Er soll zwar die ausgesetzte Belohnung erhalten, dann aber als Verräter ausgepeitscht und gepfählt werden. Ali und Rezia machen sich auf den Weg zum Sultan. Die anderen verspotten den Qalandar.
Eine von mehreren Leuchtern illuminierte Halle mit Schränken hier und dort
Der Sultan heißt Rezia und Ali herzlich willkommen und verspricht ihnen ein prächtiges Hochzeitsfest. Alle sind erleichtert (Finale: „Or gli affanni so svaniti“). Wachen führen den Qalandar herein. Da Ali und Rezia für ihn um Gnade bitten, wandelt der Sultan sein Todesurteil in eine Verbannung um. Der Qalandar verspricht, sich zu bessern.

## Gestaltung

### Orchester
Die Orchesterbesetzung der Oper umfasst die folgenden Instrumente:
- Holzbläser: zwei Oboen (auch Englischhörner), zwei Fagotte
- Blechbläser: zwei Hörner, zwei Trompeten
- Pauken, türkisches Schlagzeug: große Trommel, Becken, Triangel
- Streicher
- Basso continuo

### Musiknummern
Die Oper enthält die folgenden Musiknummern:
- Sinfonia – für zwei Oboen, zwei Hörner, Pauken, Becken, Triangel und Streicher
  - Adagio maestoso
  - Presto
  - Andantino
  - Allegro

Erster Akt
- Nr. 1. Introduktion (Derwische): „Che bevanda, che liquore“ – Allegro; für zwei Oboen, zwei Hörner und Streicher
- Nr. 2. Canzonetta (Osmin): „L’amore è un gran briccone“ – Andantino; für zwei Oboen, zwei Hörner und Streicher
- Nr. 3. Arie (Calandro): „Castagno, castagna“ – Allegretto; für zwei Oboen, zwei Hörner und Streicher
- Nr. 4. Arie (Calandro): „Noi pariamo Santarelli“ – Allegro moderato; für zwei Oboen, zwei Hörner und Streicher
- Nr. 5.
  - a) Accompagnato (Rezia, Balkis, Dardane): „Lo trovasti?“ – für Streicher
  - b) Arie (Rezia): „Quanto affetto mi sorprende!“ – Andante; für zwei Oboen, zwei Fagotte, zwei Hörner und Streicher
- Nr. 6. Terzett (Rezia, Balkis, Dardane): „Mi sembra un sogno che diletta“ – Andantino; für zwei Englischhörner, zwei Hörner und Streicher
- Nr. 7.
  - a) Accompagnato (Ali): „Indarno m’affanno di veder Osmin“ – Accompagnato; für Streicher
  - b) Arie (Ali): „Deh! se in ciel pietade avete“ – Adagio; für zwei Oboen, zwei Hörner und Streicher
- Nr. 8. Duett (Calandro, Osmin): „Castagno, castagna“ – Allegretto; für zwei Oboen, zwei Hörner und Streicher
- Nr. 9. Arie (Osmin): „Che sian i Calandri filosofi pazzi“ – Moderato; für zwei Oboen, zwei Hörner und Streicher
- Nr. 10. Arie (Balkis): „Siam femmine buonine“ – Andantino; für zwei Oboen, zwei Hörner und Streicher
- Nr. 11. Finale (Osmin, später Balkis und Ali): „Sangue d’un ginocchio storto“ – Andante; für zwei Oboen, zwei Trompeten, Pauken und Streicher

Zweiter Akt
- Nr. 12. Canzonetta (Ali, Osmin): „Quivi in un seren gentile“ – für zwei Oboen, zwei Fagotte, zwei Hörner und Streicher
- Nr. 13. Arie (Dardane): „Ho promesso oprar destrezza“ – Allegro; für zwei Oboen, zwei Hörner und Streicher
- Nr. 14. Canzonetta (Rezia): „Non piangete, putte care“ – Andantino; für zwei Oboen, zwei Hörner und Streicher
- Nr. 15. Arie (Rezia): „Or vicina a te mio cuore“ – Allegro spirituoso; für zwei Oboen, zwei Hörner und Streicher
- Nr. 16. Arie (Ali): „Il guerrier con armi, avvolto“ – (Allegro); für zwei Oboen, zwei Hörner, zwei Trompeten, Pauken und Streicher
- Nr. 17. Arie (Balkis): „Ad acquistar già volo“ – Allegretto; für zwei Oboen, zwei Hörner und Streicher
- Nr. 18. Canzonetta (Calandro): „Il Profetta Maometto non avea cervello netto“ – Andantino; für zwei Oboen, zwei Hörner und Streicher
- Nr. 19. Arie (Osmin): „Senti, al buio pian, pianino“ – Adagio; für zwei Oboen, zwei Hörner und Streicher
- Nr. 20. Duett (Ali, Rezia): „Son quest’ occhi un stral d’amore“ – (Andantino); für zwei Oboen, zwei Fagotte, zwei Hörner und Streicher
- Nr. 21. Finale (Balkis, Ali, Rezia, Calandro, Osmin, Dardane): „È in ordine la festa“ – (Allegro moderato); für zwei Oboen, zwei Hörner und Streicher

Dritter Akt
- Nr. 22. Canzonetta (Rezia): „S’egli è vero, che dagli astri“ – Adagio; für zwei Oboen, zwei Hörner und Streicher
- Nr. 23. Arie (Ali): „Ecco un splendido banchetto“ – Vivace; für zwei Oboen, zwei Hörner, Pauken und Streicher
- Nr. 24. Rezitativ (Offizier und alle anderen): „Straniero! Voi gia siete tutti scoperti“ – ab Takt 11 mit Streichern
- Nr. 25. Marsch – Moderato; für zwei Oboen, zwei Hörner, Trommel, Becken, Triangel und Streicher
- Nr. 26. Accompagnato (Rezia, Ali, Sultan): „Ah signor“ – Presto; für zwei Oboen, zwei Hörner, zwei Trompeten, Pauken, Trommel, Becken und Streicher
- Nr. 27. Finale (alle): „Or gli affanni so svaniti“ – Presto; wie oben mit Trommel und Becken

### Musik
L’incontro improvviso ist eine der zur Entstehungszeit beliebten „Türken-“ bzw. „Entführungsopern“, zu denen auch Mozarts wenige Jahre später entstandenes Singspiel Die Entführung aus dem Serail zählt. Die Handlung dieser Werke zeichnet sich oft durch zufällige Begegnungen, fehlgeschlagene Rettungsversuche und königliche Gnade aus. Typisch für den als exotisch empfundenen „türkischen“ Musikstil sind sprunghafte Melodien mit sich wiederholenden Terzen, Vorschlagsnoten, ungewöhnliche Chromatik, statische Basslinien und perkussive Noten. In Haydns Oper unterscheiden sich die Arien des Qalandars stilistisch von denen der anderen Charaktere durch unlogisch wirkende Übergänge und Formen, die seinen irrationalen orientalischen Charakter betonen. Das türkische Schlagzeug kommt in der Ouvertüre, einem (türkischen) Marsch und im Schlusschor zum Einsatz. In der separat veröffentlichten Konzertfassung der Ouvertüre fehlt es.
Die Oper ist halbernst, vergleichbar einer Opera semiseria. Rezia und der Sultan von Ägypten sind im Wesentlichen ernste Figuren, Osmin und der Qalandar komische Rollen. Die Trennung ist jedoch nicht stringent, denn auch Rezia hat mit „Non piangete, putte care“ (Nr. 14) eine lustige Cantonzetta, und Alis Arie „Ecco un splendido banchetto“ (Nr. 23) ist lautmalerisch-absurd. Sie beschreibt ein prächtiges Bankett, einen dahinplätschernden Bach und eine Schlachtszene. Rezias Vertraute Balkis und Dardane sind keiner der beiden Sphären eindeutig zuzuordnen. Die Handlung ist zwar stringent, weist aber einige Schwächen auf, die in der französischen Vorlage noch nicht existierten. Die titelgebende „unverhoffte Begegnung“ spielt keine hier dramaturgische Rolle. Bemängelt wurde auch, dass es bei der ersten Begegnung des Paares kein Liebesduett gibt. Das Duett „Son quest’ occhi un stral d’amore“ (Nr. 20) ist im Grunde zu spät positioniert.
Haydns Musik ist abwechslungsreicher als diejenige von Glucks früherer Vertonung. Sie nutzt aber nicht alle Möglichkeiten des Textes konsequent aus. Die Situationskomik des zweiten Finales beispielsweise hätte musikalisch deutlicher unterstrichen werden können. Für Haydns italienische Opern untypisch sind die hier vorkommenden Canzonetten. Dabei handelt es sich um lustige oder lyrische Lieder mit ein bis drei Strophen, Vor- und Zwischenspielen. Außerdem gibt es ernste und komische Arien unterschiedlicher Form und Accompagnato-Rezitative. Das Liebesduett im zweiten Akt geht bruchlos in das zweites Finale über. Das Duett besitzt einige originelle harmonische Wendungen und gilt als Vorläufer von Haydns späteren großen Liebesduetten. Weitere Höhepunkte sind das groß angelegte Terzett „Mi sembra un sogno che diletta“ (Nr. 6) mit Englischhörnern, viel Chromatik und einem Ansatzpunkt für eine Kadenz der drei Sopranistinnen,:264 Rezias langsame Canzonette „S’egli è vero“ mit Oboensolo und ihre virtuose Arie „Or vicina a te mio cuore“ (Nr. 15). Letztere erhielt 1793 eine lobende Rezension in den von Johann Friedrich Reichardt herausgegebenen Studien für Tonkünstler und Musikfreunde.

## Werkgeschichte
Das Libretto zu dieser Oper verfasste der am Hof des Fürsten Nikolaus Joseph Esterházy wirkende Opernsänger Karl Frieberth anlässlich der mehrtägigen Feierlichkeiten zum Besuch von Erzherzog Ferdinand Karl und seiner Gemahlin Maria Beatrix von Este. Der Text ist eine Bearbeitung von Louis Hurtaut Dancourts Libretto zu Christoph Willibald Glucks 1764 uraufgeführter Oper La rencontre imprévue, das seinerseits auf der Vaudeville-Komödie Les pélerins de la Mecque (1726) von Alain-René Lesage, Jacques-Philippe d’Orneval und Louis Fuzelier basiert. Frieberth entfernte die Rollen von Rezias dritter Sklavin Amine, des Karawanenführers und des verrückten Malers Vertigo. Von letzterem blieb als einziger Hinweis das Gewand erhalten, das Ali im dritten Akt zur Verkleidung nutzt. Entsprechend der italienischen Tradition wurden die Finalsätze der beiden ersten Akte erweitert.
Die Uraufführung fand am 29. August 1775 im Opernhaus von Schloss Esterháza im Anschluss an eine „Pirutschade“ (Spazierfahrt) im Schlosspark statt. Anschließend gab es das Abendessen und einen Maskenball. Der Preßburger Zeitung zufolge waren 1380 Gäste anwesend.:220 Die Hauptrollen der Oper sangen Karl Frieberth (Ali), Magdalena Frieberth (Rezia), Barbara Dichtler (Balkis), Maria Elisabeth Prandtner (Dardane), Leopold Dichtler (Osmin), Christian Specht (Calandro) und Melchior Grießler (Sultan von Ägypten). Bei den Feierlichkeiten kamen außerdem zwei deutsche Schauspiele und die Marionettenoper Alceste von Carlos d’Ordoñez zur Aufführung.
L’incontro improvviso ist wahrscheinlich die erste für Esterháza entstandene Oper Haydns, die auch andernorts gespielt wurde. Zumindest die Ouvertüre und Arie „Or vicina“ fanden eine weitere Verbreitung. Franz Xaver Girzik erstellte vermutlich in den 1780er Jahren für die Pressburger Operntruppe der Familie Erdődy eine freie deutsche Singspielfassung mit Dialogen anstelle der Rezitative mit dem Titel Die unverhoffte Zusammenkunft. Eine tatsächliche Aufführung ist jedoch nicht nachweisbar. Ein gelegentlich dieser Oper zugeordnetes Bild stellt aus offensichtlichen Gründen keine Szene dieser Oper dar: Es zeigt eine bäuerliche Landschaft anstelle der Großstadt Kairo, die Kostüme entsprechen nicht den Beschreibungen in den erhaltenen Rechnungen der Produktion, die dargestellten roten Kostüme der Orchestermusiker kamen erst ab 1776 in Esterháza zum Einsatz, die abgebildete Sängerkonstellation ist in der Oper nicht zu finden, und im Orchester fehlen viele der benötigten Musiker.:27
Eine erste Wiederbelebung erfuhr die Oper 1936 in Bad Lauchstädt. Gespielt wurde eine deutsche Bearbeitung von Helmut Schultz unter dem Titel Unverhofftes Begegnen ohne die Ouvertüre, die damals noch als verschollen galt. Der Musikwissenschaftler Jens Peter Larsen entdeckte das Autograph 1954 in Leningrad. Die darin fehlende Ouvertüre identifizierte H. C. Robbins Landon später.:220
Sie wurde 1782 vom Musikverlag Artaria herausgegeben.:263 Auch die Arie „Or vicina a te mio cuore“ im zweiten Akt mit den umgebenden Rezitativen fehlt im Manuskript. Sie erschien 1783 separat bei Artaria,:262 allerdings in gekürzter Form. Die beiden Rezitative sind verloren. Die Partitur erschien 1962/1963 im Rahmen der Haydn-Gesamtausgabe.
Weitere nachweisbare Produktionen waren:
- 1941: Schwetzinger Musiktage, Nationaltheater Mannheim – Fassung von Helmut Schultz; Dirigent: Karl Elmendorff, Regie: Erich Kronen, Bühnenbild: Hellmuth Nötzoldt; mit Ernst Albert (Ali), Erika Schmidt (Rezia), Franz Gotschika (Sultan).[1]
- 1959: Radiosendung von Radio Wien – Fassung von Helmut Schultz.[1]
- 1964: Wiener Kammeroper – Fassung von Helmut Schultz;[1] Dirigent: Hans Gabor, Regie: Wolf Neuber, Bühne: Maxi Tschunko, Kostüme: Lucia Listopad.[8]
- 1956: Leningrader Rundfunk – in russischer Sprache; Dirigent: Jewgeni Lebedew.[1]
- 1966: St.-Pancras-Festival London – englische Übersetzung von Andrew Porter; Produktion der Handel Opera Society.[1][7]
- 1981: Bregenzer Festspiele – Dirigent: Reinhard Schwarz, Inszenierung: Wolfgang Glück, Ausstattung: Sibille Alken; Koproduktion mit dem ORF.[9]
- 1982: Musikalisches Kammertheater Moskau – in russischer Sprache.[1]
- 1986: Mönchengladbach/Rheydt.[10]
- 1994: Garsington Opera – Dirigentin: Wasfi Kani, Inszenierung: Stephen Medcalf.[11]
- 1994/1995: Oper Nizza.[12]
- 1998: Grand Théâtre de Bordeaux – Produktion der Oper Nizza; Dirigent: Jonathan Darlington, Inszenierung: Jean-Louis Thamin, Dekoration: Carlo Diappi; mit William Burden (Ali), Laura Claycomb (Rezia), Anna Maria Panzarella (Balkis), Veronica Cangemi (Dardane), Steven Cole (Osmin) und Marc Barrard (Calandro).[12]
- 2000: Haydn Festspiele Eisenstadt – Dirigent: Ádám Fischer, Regie: Laurence Dale, Ausstattung: Hartmut Schörghofer[13]
- 2006: Musikakademie Rheinsberg – Dirigent: Jürgen Bruns, Inszenierung: Birgit Scherzer, Ausstattung: Karin Seitz.[14]
- 2011: Opernhaus Wuppertal – als Unverhofft in Kairo; Dirigent: Florian Frannek, Inszenierung: Jakob Peters-Messer.[15]
- 2019: Schloss Greinburg, Donaufestwochen im Strudengau – Dirigentin: Michi Gaigg, Inszenierung: Manuela Kloibmüller, Bühne und Kostüme: Isabella Reder; mit Robert Bartneck (Ali), Elisabeth Breuer (Rezia), Anna Willerding (Balkis), Annastina Malm (Dardane), Markus Miesenberger (Osmin), Rafael Fingerlos (Calandro) und Michael Wagner (Sultan).[16]
- 2019: Brühler Schlosskonzerte, Schloss Augustusburg – konzertant; Dirigent: Andreas Spering; mit Juan Sancho (Ali), Robin Johannsen (Rezia), Berit Norbakken Solset (Balkis), Sophie Harmsen (Dardane), David Fischer (Osmin) und Rafael Fingerlos (Calandro).[17]

## Aufnahmen
- Juni 1979, Juni 1980 – Antal Doráti (Dirigent), Orchestre de Chambre de Lausanne.
 Claes-Håkan Ahnsjö (Ali), Linda Zoghby (Rezia), Margaret Marshall (Balkis), Della Jones (Dardane), Domenico Trimarchi (Osmin), Benjamin Luxon (Calandro), James Hooper (1. Derwisch und Offizier), Jonathan Prescott (2. Derwisch und Sultan von Ägypten), Nicolas Scarpinati (3. Derwisch).
 Studioaufnahme.
 Philips CD: 432 416 2, Philips LP: 6769 040 (3 LPs).[18]
- 1981 – Reinhard Schwarz (Dirigent), Wolfgang Glück (Inszenierung), Sibille Alken (Bühne), ORF Radio-Symphonieorchester Wien.
 John Dickie (Ali), Barbara Carter (Rezia), Vicki Hall (Balkis), Adele Haas (Dardane), Hans Sojer (Osmin), Georg Tichy (Calandro), Walter Fink (Sultan von Ägypten), Walter Kräutler (Offizier).
 Video aus dem Palast Hohenems im Rahmen der Bregenzer Festspiele.
 TV-Produktion des ORF.[19]
- 2019/2020 – Michi Gaigg (Dirigentin), L’Orfeo Barockorchester.
 Bernhard Berchtold (Ali), Elisabeth Breuer (Rezia), Anna Willerding (Balkis), Annastina Malm (Dardane), Markus Miesenberger (Osmin), Rafael Fingerlos (Calandro), Michael Wagner (Sultan von Ägypten).
 cpo 555 327-2 (2 CDs).[20]